# О5
 О5  — другий студійний альбом харківського гурту 5'nizza.

## Композиції
1. Луна, успокой меня (2:47)
2. Огонь и Я (2:46)
3. Немає куль (2:49)
4. Морячок (3:33)
5. It's over now (3:12)
6. Половина меня (4:22)
7. Новый день (4:34)
8. Нету дома, нету флага (2:49)
9. Оно (2:57)
10. Мы одно (3:13)
11. Это тебе (4:25)
12. Ты такая (3:18)
13. Натяни ... (2:57)
14. Жёлтая (4:58)
15. Солнце (4:06)
16. Эй, где ты? (2:45)